# Cercopitec mona
El cercopitec mona (Cercopithecus mona) és un mico del Vell Món que viu a l'Àfrica Occidental. També se'l pot trobar a l'illa de Grenada, on fou transportat durant el segle xviii per vaixells d'esclaus en ruta cap a Amèrica. Aquest cercopitec viu en regions boscoses en grups de fins a 35 individus. S'alimenta principalment de fruita, però a vegades menja insectes i fulles.